# Sd.Kfz.2 Kettenkrad

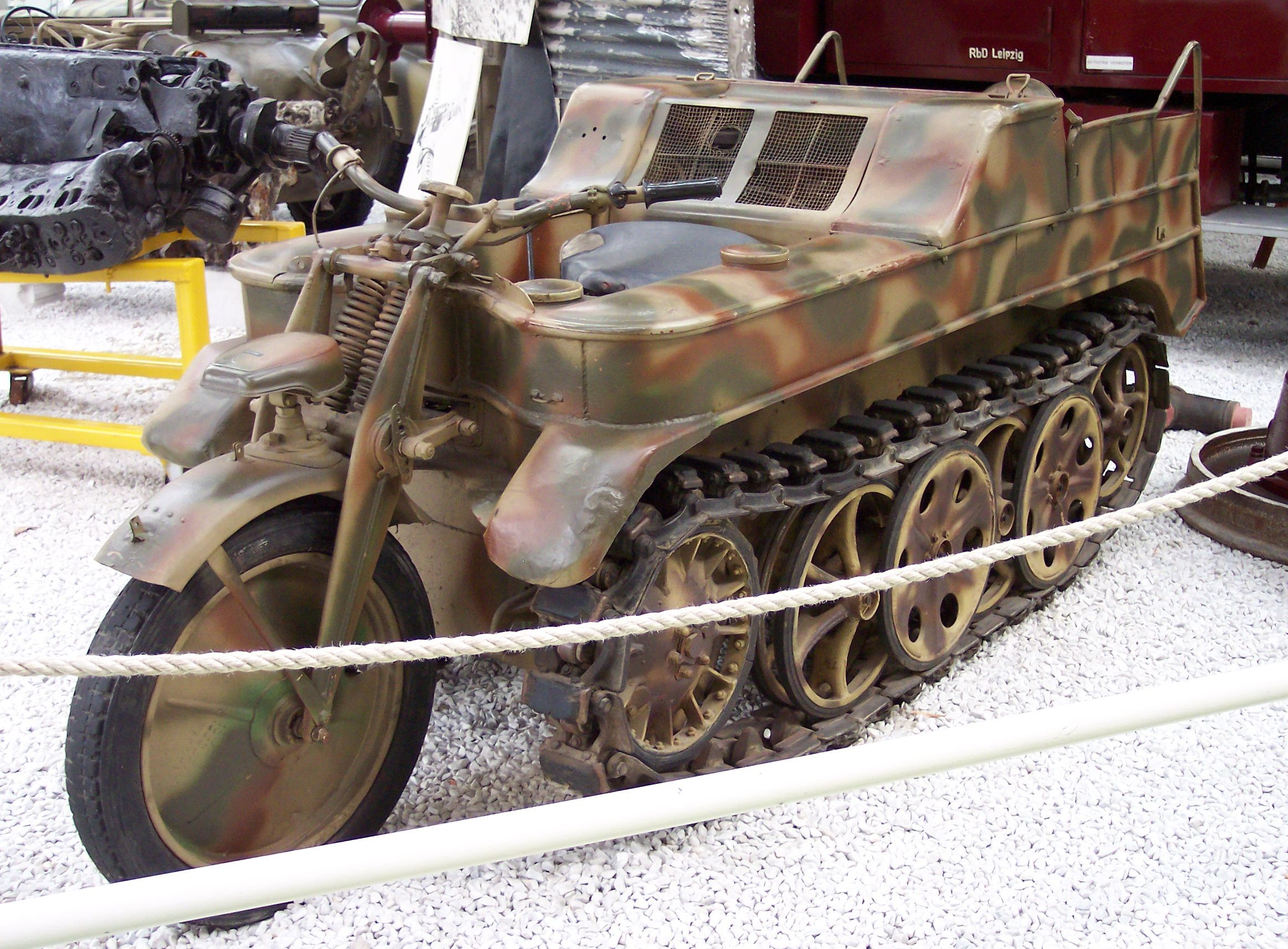

El  Sd. Kfz. 2 Kettenkrad, o Kleines Kettenkraftrad (que significa "motocicleta tractora"), fue diseñado inicialmente como un tractor aerotransportado para paracaidistas e infantería transportada por planeadores. El vehículo tenía la ventaja de ser el único pequeño tractor de artillería lo suficientemente pequeño como para caber en la bodega de un Ju 52.

## Historia y desarrollo
Su concepto y diseño es similar el pequeño vehículo austriaco a tracción de oruga Austro-Daimler ADMK, que contaba con la característica de poder convertirse en un vehículo de ruedas con la instalación de neumáticos en los ejes previstos en el chasis del vehículo y que tras el Anschluss cayó en manos del ejército alemán.
El Kettenkrad fue concebido y patentado por el ingeniero jefe y codirector del Waffenprüfamt 6 (Wa Prüf 6 - Departamento de desarrollo de vehículos blindados y tanques) Heinrich Ernst Kniepkamp como Tipo HK 101 en junio de 1939. Sin embargo, fue la firma fabricante de motocicletas NSU Motorenwerke AG en Neckarsulm (Alemania) la que desarrolló y produjo el Kettenkrad, tal como lo conocemos. Más tarde, en 1943 la empresa Stoewer-Werke AG de Stettin también produjo este vehículo bajo licencia, que representan aproximadamente el 10% de la producción total.
El Sd.Kfz.2 comenzó su vida como tractor ligero para las tropas aerotransportadas. El vehículo fue diseñado para ser estibado en los aviones de transporte Junkers Ju 52, ya que tenía la ventaja de ser el único tractor de artillería lo suficientemente pequeño como para caber dentro del fuselaje de dichos aviones. El Kettenkrad podía llevar un remolque especial (Sd.Anh.1) que podría ser enganchado a él para mejorar su capacidad de carga. Sólo fueron construidas dos variantes importantes de la Kettenkrad. La producción del vehículo se detuvo en 1944, momento en el que habían sido fabricados 8345 ejemplares. Después de la guerra la producción continuó hasta 1949 para uso agrícola.

## Historia operacional
La invasión de Creta reveló por primera vez el uso por parte de los alemanes del Sd. Kfz. 2 Kettenkrad, aunque la mayoría de los Kettenkrad sirvieron en el frente oriental, a partir 1941, donde se utilizaron como pequeños tractores de artillería, transportes rápidos de infantería, transporte sanitario, exploradores, tiendecables (versión Sd.Kfz.2/1). También en el norte de África por el Afrika Korps, en Italia, Francia, en cualquier clima y en todo tipo de terrenos. Fue utilizado a menudo por las unidades Gebirgsjäger, o se enfrentó a partisanos de toda Europa, en los Balcanes y, en general, en todas las ubicaciones abruptas y montañosas. 
Hacia finales de la contienda se los utilizó como remolcadores para aviones a reacción, como los Me 262 y Arado Ar 234 . La escasez de combustible en Alemania llevó a que estos vehículos transportasen los aviones desde los hangares hasta las pistas, evitando que los aviones tuviesen que encender los motores hasta el momento del despegue.
Con más de 8.000 de estas "motocicletas con orugas" construidas, y 550 más después de la guerra por NSU hasta 1948, se encontraron muchos usos para ellas. Sus excelentes capacidades de remolque los hicieron adecuados como tractores agrícolas, pero también fueron vistos a menudo en explotaciones forestales, aserraderos, brigadas de bomberos y, en general, en estaciones de montaña y todo tipo de ubicaciones remotas. Muchos de ellos sobrevivieron hasta los años ochenta, en buenas condiciones.

## En la cultura popular
El vehículo es usado por las protagonistas del anime Girls' Last Tour durante toda la serie.